# Большой Могой
Большо́й Мого́й — село в Володарском районе Астраханской области России. Административный центр Большемогойского сельсовета. 

## География
Большой Могой расположен в юго-восточной части Астраханской области, в дельте реки Волги и находится у реки Сарбай.
Абсолютная высота 25 метров ниже уровня моря
.
Уличная сеть
состоит из десяти географических объектов:
ул. 1 Мая, ул. Колхозная, ул. Ленина, ул. Луговая, ул. Мира, ул. Молодежная, ул. Набережная, ул. П.Романова, ул. Победы, ул. Советская.
Климат
резко континентальный с жарким сухим летом, холодной и малоснежной зимой, самый жаркий месяц — июль. Абсолютный максимум — 40 градусов. Самый холодный период — январь-февраль с абсолютным минимумом — 40 градусов.

## История
8 октября 1942 года был образован Больше-Могойский детский дом № 1. До 1942 года на его территории находился Дом отдыха им. Кирова. Вероятно, просуществовал до 1955 года. 
Большемогойский областной детский туберкулезный санаторий.

## Население
| 2002 | 2010  |
| ---- | ----- |
| 1047 | ↗1048 |

Национальный и гендерный состав
По данным Всероссийской переписи, в 2010 году численность населения составляла 1048 человек (527 мужчин и 521 женщин, 50,3 и 49,7 %% соответственно).
Согласно результатам переписи 2002 года, в национальной структуре населения казахи составляли 78 % от 1046 жителей.
| Национальность | Численность (2010) | Процент |
| -------------- | ------------------ | ------- |
| Казахи         | 825                | 79,1%   |
| Русские        | 196                | 18,8%   |
| Татары         | 10                 | 1%      |
| Лакцы          | 4                  | 0,4%    |
| Не указана     | 8                  | 0,8%    |
| Всего          | 1043               | 100%    |

## Инфраструктура
Дом культуры, библиотека.

## Русская православная церковь
Церковь Трех святителей

## Транспорт
Подъездная дорога к автодороге регионального уровня 12 ОП РЗ 12Н 031 Володарский — Цветное